# Südarle
Südarle ist ein Ortsteil der Einheitsgemeinde Großheide im ostfriesischen Landkreis Aurich in Niedersachsen.
Der Ort gehört seit der Gebiets- und Verwaltungsreform von 1. Juli 1972 zu Großheide. Zuvor gehörte er zur Gemeinde Arle, die im Zuge der Reform in Großheide aufging. Das Dorf liegt etwa 3,5 Kilometer vom Zentrum der Gemeinde entfernt. Die Besiedelung von Südarle begann im Jahre 1797 südlich von Arle am Dornumer Moorweg. Im Jahre 1848 lebten in der Moorkolonie 252 Personen, die sich auf 48 Wohnhäuser verteilten. 2005 hatte Südarle 463 Einwohner.